# 2. Oberrheinisches Infanterie-Regiment Nr. 99

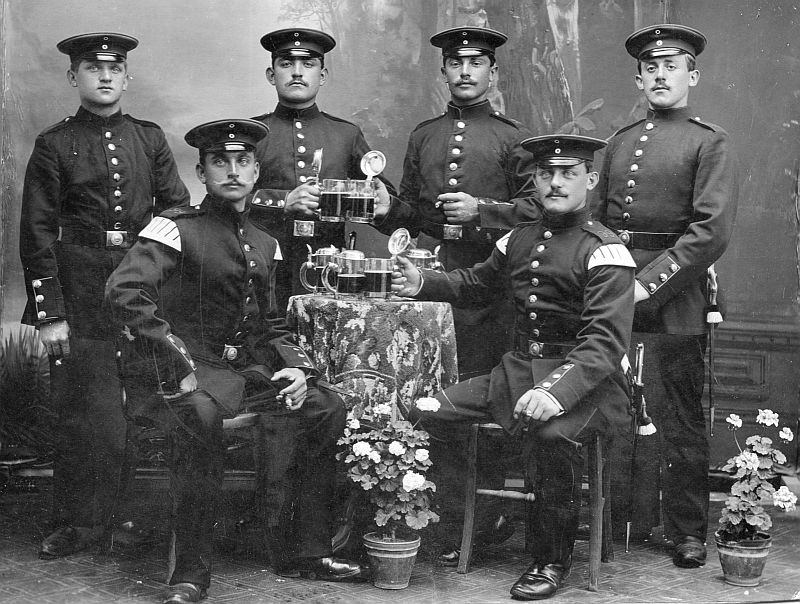
Sechs 99er im Jahr 1898, vorne zwei Musiker mit den charakteristischen Schwalbennestern

Das 2. Oberrheinische Infanterie-Regiment Nr. 99 war ein Infanterieverband der Preußischen Armee.

## Geschichte
Zur Aufstellung wurden Kompanien der Infanterie-Regimenter Nr. 6, 7, 19, 37, 46, 50, 58, 59, 73, 74, 78 und 91 herangezogen.
Als Garnison bezog der Verband zunächst Posen und Schrimm. 1889 wurde das Regiment in das Reichsland Elsaß-Lothringen verlegt und war zunächst in Straßburg und Pfalzburg stationiert. 1890 erhielten schließlich zwei Bataillone ihren endgültigen Standort in Zabern im Unterelsass, wo sie in dem seit 1871 als Kaserne genutzten Rohan-Schloss untergebracht waren, in dem auch der Regimentskommandeur und sein Stab residierten, während der Rest des Verbandes im benachbarten, aber bereits lothringischen Pfalzburg verblieb.
Das Regiment war Teil der 60. Infanterie-Brigade und somit der 30. Division unterstellt.

### Zabern-Affäre

Soldaten des II. Bataillons winken bei ihrer während der Zabern-Krise angeordneten vorübergehenden Verlegung aus dem Garnisonsort Zabern auf den Truppenübungsplatz Bitsch am 6. Dezember 1913 aus einem 3.-Klasse-Zugabteil.

In die Schlagzeilen der deutschen und internationalen Presse geriet das Regiment bei der so genannten „Zabern-Affäre“ Ende 1913, die durch das Fehlverhalten des jungen Leutnants Günter von Forstner ausgelöst wurde. Aufgrund beleidigender Äußerungen über die Elsässer, die nach Indiskretionen in die Presse gelangt waren, zog er sich den Unmut der Bevölkerung zu, der sich in Demonstrationen und Anfeindungen äußerte. Die Militärs reagierten darauf mit unverhältnismäßiger Gewalt und setzten schließlich die zivile Autorität in dem Garnisonsstädtchen außer Kraft. Die Truppen wurden daraufhin auf Geheiß Kaiser Wilhelms II. zeitweilig aus Zabern abgezogen und auf die Truppenübungsplätze Oberhofen bei Hagenau (I. Bat.) und Bitsch (II. Bat.) verlegt. Der damalige Regimentskommandeur Oberst Ernst von Reuter musste sich zusammen mit einem anderen Offizier des Regiments (Leutnant Schadt) vor einem Militärgericht verantworten. Zum Entsetzen der liberalen Öffentlichkeit wurden beide von dem Vorwurf, sich die Zivilgewalt widerrechtlich angeeignet zu haben, freigesprochen. Die beteiligten Offiziere wurden allerdings an andere Orte versetzt, bevor die beiden Bataillone am 5. April 1914 in ihre Zaberner Garnison zurückkehrten.

### Erster Weltkrieg
Mit Ausbruch des Ersten Weltkriegs machte das Regiment am 2. August 1914 mobil. Zunächst im Grenzschutz gegen Frankreich eingesetzt, nahm der Verband an der Schlacht in Lothringen, mit unter anderen der 8. Kompanie an der Schlacht an der Aisne (1914) und anschließend vor Nancy-Epinal teil. Während der Ersten Flandernschlacht erlitt das Regiment schwere Verlust bei Ypern. Daher wurden je zwei Kompanien zu einer zusammengefasst und am 20. November 1914 das I. und II. Bataillon zu einem vereinigt. Nach Zuführung des Ersatzes war das Regiment am 8. Dezember 1914 wieder aufgefüllt. Es nahm bis Anfang 1916 an den Stellungskämpfen in diesem Frontabschnitt teil und kämpfte dann das Jahr über in der Schlacht um Verdun. Während dieser Zeit wurde das Regiment im Februar um eine 2. und im September um eine 3. Maschinengewehr-Kompanie erweitert. Am 1. September 1918 erhielt der Verband eine Minenwerfer-Kompanie.

### Verbleib
Nach Kriegsende wurde das Regiment ab Januar 1919 in Schmalkalden demobilisiert. Aus Teilen bildete sich bereits ab 19. Dezember 1918 das Freiwilligen-Bataillon „Petri“, das dann in das Freikorps Hasse übernommen und zum Grenzschutz in Oberschlesien bei Rybnik und Pleß eingesetzt wurde. Später wurde das Freikorps ab Februar 1920 als I. Bataillon in das Reichswehr-Infanterie-Regiment 108 übernommen.
Die Tradition übernahm in der Reichswehr durch Erlass des Chefs der Heeresleitung General der Infanterie Hans von Seeckt vom 24. August 1921 die in Marienburg stationierte 16. Kompanie des 3. (Preußisches) Infanterie-Regiments.

## Kommandeure

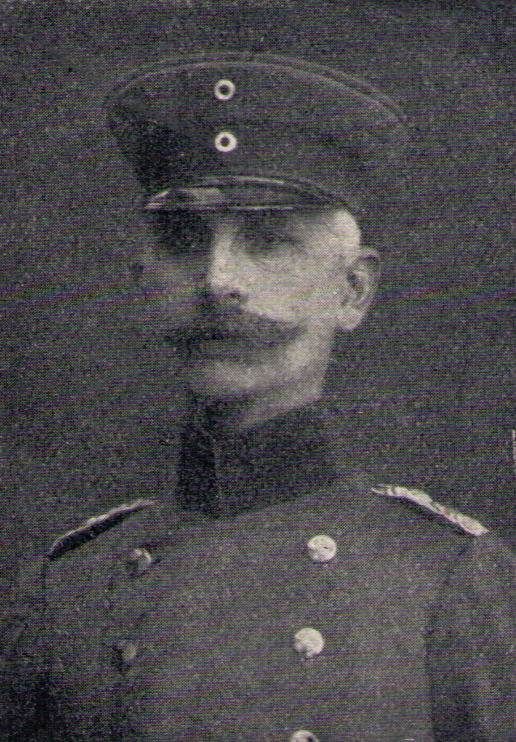
Regimentskommandeur Oberst Ernst von Reuter (1860–1941)

| Dienstgrad            | Name                | Datum                                                       |
| --------------------- | ------------------- | ----------------------------------------------------------- |
| Oberstleutnant        | Julius Bergmann     | 22. März 1881 bis 17. Mai 1881 (mit der Führung beauftragt) |
| Oberstleutnant/Oberst | Julius Bergmann     | 18. Mai 1881 bis 3. Juni 1885                               |
| Oberst                | Paul Steffen        | 04. Juni bis 13. Juli 1885                                  |
| Oberstleutnant        | Eduard von Münnich  | 14. Juli 1885 bis 5. Juli 1886 (mit der Führung beauftragt) |
| Oberst                | Eduard von Münnich  | 06. Juli 1886 bis 21. Mai 1889                              |
| Oberst                | Wilhelm Winckel     | 22. Mai 1889 bis 15. April 1892                             |
| Oberst                | Joseph Dobbelstein  | 16. April 1892 bis 19. Mai 1893                             |
| Oberst                | Hugo Laurin         | 20. Mai 1893 bis 21. März 1897                              |
| Oberst                | Adolph Tecklenburg  | 22. März 1897 bis 1. August 1900                            |
| Oberst                | Oskar von dem Hagen | 18. August 1900 bis 17. April 1903                          |
| Oberst                | Richard Junk        | 24. April 1903 bis 10. September 1907                       |
| Oberst                | Rudolf Heuer        | 11. September 1907 bis 20. April 1911                       |
| Oberst                | Adolf Barth         | 21. April 1911 bis 18. November 1912                        |
| Oberst                | Ernst von Reuter    | 19. November 1912 bis 2. Februar 1914                       |
| Oberstleutnant        | Friedrich Gündell   | 03. Februar bis 21. März 1914 (mit der Führung beauftragt)  |
| Oberst                | Friedrich Gündell   | 22. März bis 25. September 1914                             |
| Oberst                | Hans Nollau         | 26. September bis 11. November 1914                         |
| Oberstleutnant        | Walter Schmidt      | 11. November 1914 bis 4. April 1915                         |
| Oberstleutnant        | Friedrich Bethcke   | 05. April 1915 bis 25. April 1917                           |
| Oberst                | Hans Böckler        | 26. April bis 30. Oktober 1917                              |
| Oberstleutnant        | Wilhelm Haupt       | 31. Oktober 1917 bis 17. Januar 1919                        |
| Oberst                | Werner Madlung      | 18. Januar 1919 bis Auflösung                               |